# Simion Ismailciuc
Simion Ismailciuc (13 de julio de 1930-noviembre de 1986) fue un deportista rumano que compitió en piragüismo en la modalidad de aguas tranquilas.
Participó en los Juegos Olímpicos de Melbourne 1956, obteniendo una medalla de oro en la prueba de C2 1000 m. Ganó dos medallas en el Campeonato Mundial de Piragüismo, en los años 1958 y 1963, y cinco medallas en el Campeonato Europeo de Piragüismo entre los años 1957 y 1965.

## Palmarés internacional
| Juegos Olímpicos   | Juegos Olímpicos       | Juegos Olímpicos | Juegos Olímpicos |
| Año                | Lugar                  | Medalla          | Competición      |
| ------------------ | ---------------------- | ---------------- | ---------------- |
| 1956               | Melbourne (Australia)  | Medalla de oro   | C2 1000 m        |
| Campeonato Mundial |                        |                  |                  |
| Año                | Lugar                  | Medalla          | Competición      |
| 1958               | Praga (Checoslovaquia) | Medalla de oro   | C2 1000 m        |
| 1963               | Jajce (Yugoslavia)     | Medalla de oro   | C1 1000 m        |
| Campeonato Europeo |                        |                  |                  |
| Año                | Lugar                  | Medalla          | Competición      |
| 1957               | Gante (Bélgica)        | Medalla de plata | C2 1000 m        |
| 1957               | Gante (Bélgica)        | Medalla de oro   | C2 10 000 m      |
| 1959               | Duisburgo (RFA)        | Medalla de oro   | C1 1000 m        |
| 1963               | Jajce (Yugoslavia)     | Medalla de oro   | C1 1000 m        |
| 1965               | Bucarest (Rumania)     | Medalla de plata | C2 10 000 m      |